# Блокктинн
Блокктинн (норв. Blokktinden или норв. Blokktind) — гора в коммуне Рёдёй на южной стороне Хьонгсфьорда. С вершины открывается вид на ледник Свартисен и прибрежные острова.

## Название
Первый элемент названия blokk означает гора, состоящая из одной скалы, окончание названия, слово tind означает горный пик.